# Iasnaia Poliana
Iasnaia Poliana (em russo:  Я́сная Поля́на, literalmente: "Clareira limpa") é a residência do escritor Leon Tolstói, onde nasceu, escreveu os livros clássicos Guerra e Paz e Ana Karenina e foi sepultado. Tolstói referia-se a Iasnaia Poliana como "reduto literário inacessível". Fica localizada a 12 quilômetros sudoeste de Tula e 200 quilômetros de Moscou na Rússia.
Em junho de 1921, a antiga propriedade privada foi nacionalizada e se tornou um museu e memorial oficiais sob os cuidados de Alexandra Tolstói, filha do escritor. O diretor atual do museu é Vladimir Tolstói, outro dos descendentes de Tolstói. O museu contém objetos pessoais e mobília da família, bem como uma biblioteca de 22.000 volumes. A área do museu é composta pela mansão do escritor, a escola fundada para os filhos dos camponeses e um parque onde se encontra a sepultura de Tolstói.

## Primeiros anos
A propriedade de Iasnaia Poliana era originalmente pertencente à família Kartsev. Ao fim do século XVIII foi adquirida pelo Príncipe Nikolai Volkonskiy, o avô de Leon Tolstói, que criou os jardins francês e o paisagístico inglês, bem como grandes alamedas contornadas por bétulas e carvalhos.
A casa foi passada por Nikolai Volkonskiy para a filha, Maria Nikolayevna, mãe do escritor. O marido dela, Nikolai Ilyich Tolstoy, um veterano da guerra contra Napoleão em 1812, construiu uma casa de 32 quartos, ampliou os galpões dos trabalhadores e aumentou os jardins.

## Leon Tolstói em Iasnaia Poliana
Leon Tolstói nasceu em 9 de setembro de 1828 numa casa (atualmente demolida) em Iasnaia Poliana. Seus pais morreram quando era muito jovem e ele cresceu sob os cuidados de parentes. Em 1856, após encerrar o serviço militar, ele se mudou para a casa, que tinha sido uma ala da mansão anterior. Trouxe sua esposa em 1862.
Quando Tolstói ali morou, Iasnaia Poliana media cerca de 16 km², sobre uma encosta ligeiramente inclinada com densa mata nativa (a Floresta da Antiga Ordem) na extremidade superior e quatro lagos de diferentes níveis de profundidade. Havia quatro galpões para os trabalhadores, com 350 pessoas morando e trabalhando na propriedade.
Tolstói escreveu Guerra e Paz em Iasnaia Poliana entre 1862 e 1869, e Ana Karenina entre 1873 e 1877. Ele trabalhou em seu estúdio, escrevendo manuscritos com letras bem pequenas, com muitas notas adicionadas e apagadas, e os deu a esposa, que produzia cópias limpas à noite, as quais Tolstói reescrevia no dia seguinte. Cada capítulo teve cinco ou seis rascunhos, e a esposa copiou Guerra e Paz sete vezes antes da conclusão. Todos os manuscritos foram preservados pela esposa e agora estão no Museu Rumyantsev em Moscou.
Todos os treze filhos de Tolstói, quatro falecidos ainda crianças, nasceram em Iasnaia Poliana. Os partos foram realizados no mesmo sofá de couro em que Tolstói nascera, e que foi preservado em seu estúdio, próximo da sua escrivaninha. Ambos os móveis ainda estão na casa.
Quando ele morou e trabalhou em Iasnaia Poliana, Tolstói acordava as 7h00, fazia exercícios físicos e caminhava pelos jardins, antes de começar a escrever. Na época das colheitas ele ajudava os camponeses, tanto pela atividade física como para obter mais realismo em seus escritos sobre aquelas atividades. Visitava a escola para os filhos dos camponeses que fundou, contando histórias para as crianças.
Tolstói recepcionou em Yasnaya Poloyana todos os russos importantes na área cultural e artística de sua época, tais como Anton Chekhov, Turgenev, Maxim Gorky, Leonid Andreiev, os pintores Valentin Serov e Ilya Repin, além de vários outros.

## Após a morte de Tolstói
Em 1911, a viúva de Tolstói, Sofia Alexandrovna apelou ao Czar Nicolau II para transformar Iasnaia Poliana em um museu do Estado. O monarca recusou mas garantiu uma pensão para que a família pudesse manter a casa e a propriedade, preservando-a até os dias atuais.
Em 1919 o governo soviético pôs oficialmente Iasnaia Poliana sob a proteção do Estado. Em junho de 1921 Iasnaia Poliana foi estatizada e se transformou num museu nacional, com 3 147 visitas em seu primeiro ano.
Em outubro de 1941, com os alemães se aproximando de Moscou durante a Segunda Guerra Mundial, 110 caixas com peças do museu foram transferidas para Moscou e depois até Tomsk.  A propriedade foi invadida pelos soldados inimigos e ocupada por 45 dias, tendo sido transformada num hospital militar. Soldados alemães que morreram ali foram enterrados próximos da sepultura de Tostói. Um incêndio durante a ocupação danificou o andar de cima da casa. Após a Guerra a propriedade foi restaurada com a mesma aparência de quando Tolstói ali morara.

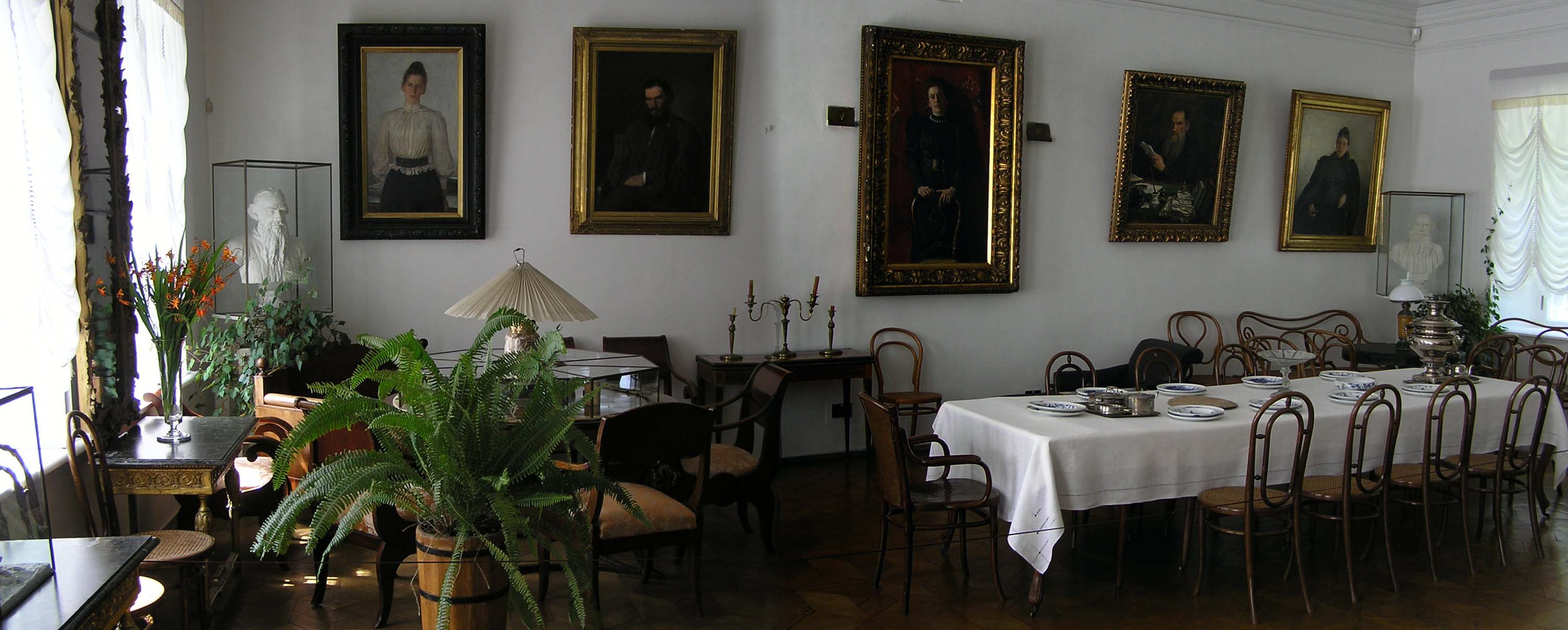
Sala de Jantar em Iasnaia Poliana

## Lar de Leon Tolstói

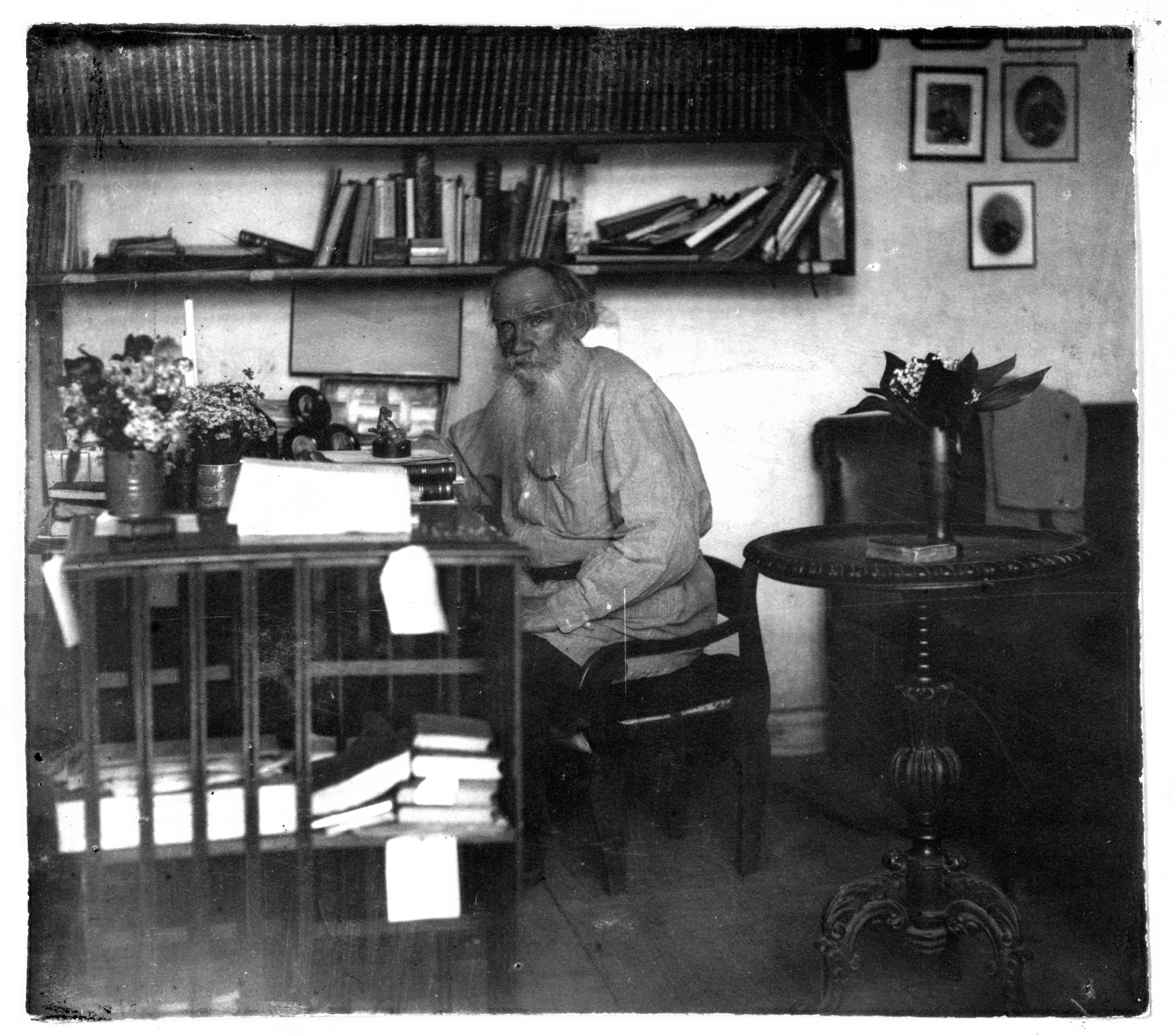
Tolstói em seu estúdio no ano de 1908, por Sergei Prokudin-Gorski

A casa de Leon Tolstói tinha sido originalmente uma ala da grande mansão, construída pelo pai do escritor e onde foi que nasceu. Tolstói foi forçado a vender a parte principal da velha casa, que foi desmantelada e mudada para outro lugar, passando a morar em duas alas remanescentes. Ele mudou para uma delas em 1856 e permaneceu por mais cinco anos. Trouxe a esposa para morar ali em 1862 e ampliou a casa para dar espaço para o crescimento da família. A residência preservada mantém a aparência que tinha quando Tolstói morreu em 1910.

## A Ala Kuzminskiy
A Ala Kuzminsky, como a casa de Leon Tolstói, era originalmente parte da Grande Casa construída pelo pai do escritor e que atualmente está demolida. Em 1859 Tolstói a transformou em uma escola para filhos dos camponeses, local em que ele prativa suas teorias educacionais. Após 1862 o prédio foi transformado no lar da filha mais jovem de sua esposa, Tatyana Andreyevna Kuzminskiy, e a família dela.

## A casa Volkonskiy
A casa Volkonskiy, onde o avô de Tolstói morou, é a mais antiga construção da propriedade. Na época de Tolstói, foi o lar dos servos.  Mais tarde a ala leste da casa ficou sendo o estúdio da filha de Tolstói, Tatyana, que era pintora.

## Sepultura de Leon Tolstói
Bem antes de sua morte, Tolstói indicara o local onde ele queria ser enterrado: numa pequena clareira chamada "o lugar da varinha verde", perto de uma grande ravina na antiga floresta chamada de Floresta da Velha Ordem (Stariy Zakaz, transliterado para o inglês) devido às árvores de corte terem a derrubada proibidas desde a época de seu avô, e muitas das que existiam ali contarem com centenas de anos de idade. O nome de "lugar da varinha verde" foi dado pelo filho mais velho de Tolstói chamado Nicolau, que afirmara que a pessoa que encontrasse a varinha verde nunca morreria ou cairia doente. Ele e seu irmão frequentemente sentavam ali no escuro e conversavam.

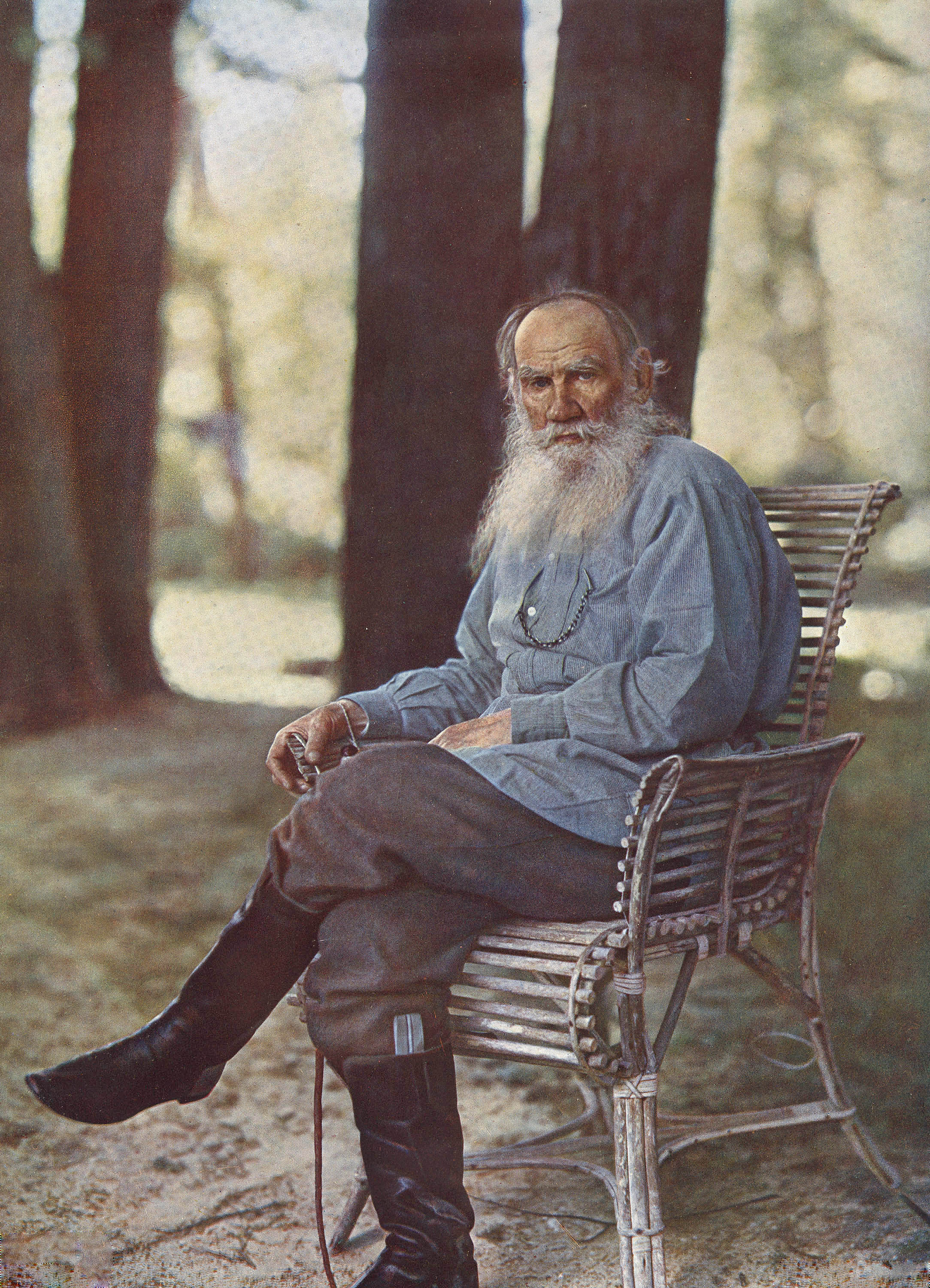
Tolstói no jardim, em maio de 1908. Fotografia de Sergei Prokudin-Gorski, o primeiro retrato colorido tirado na Rússia
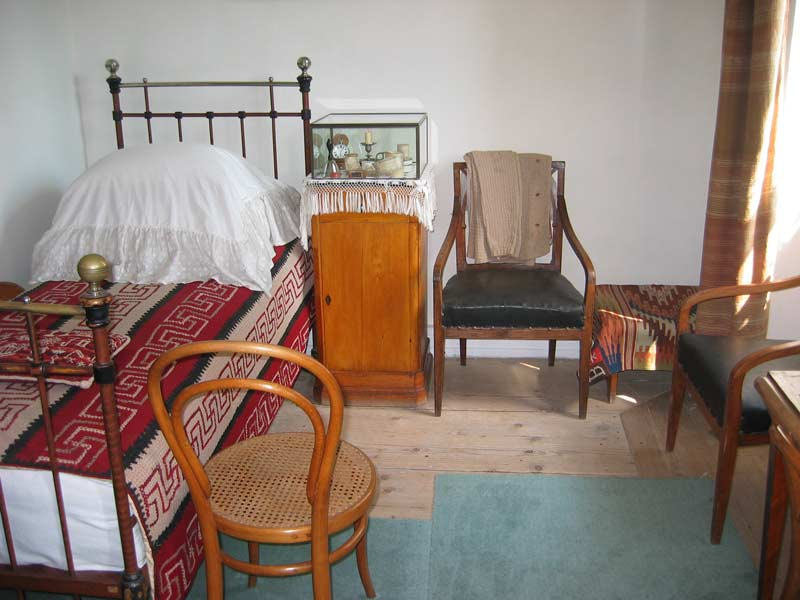
A cama simples de Tolstói, na época em que ele abandonou a casa em 1910.
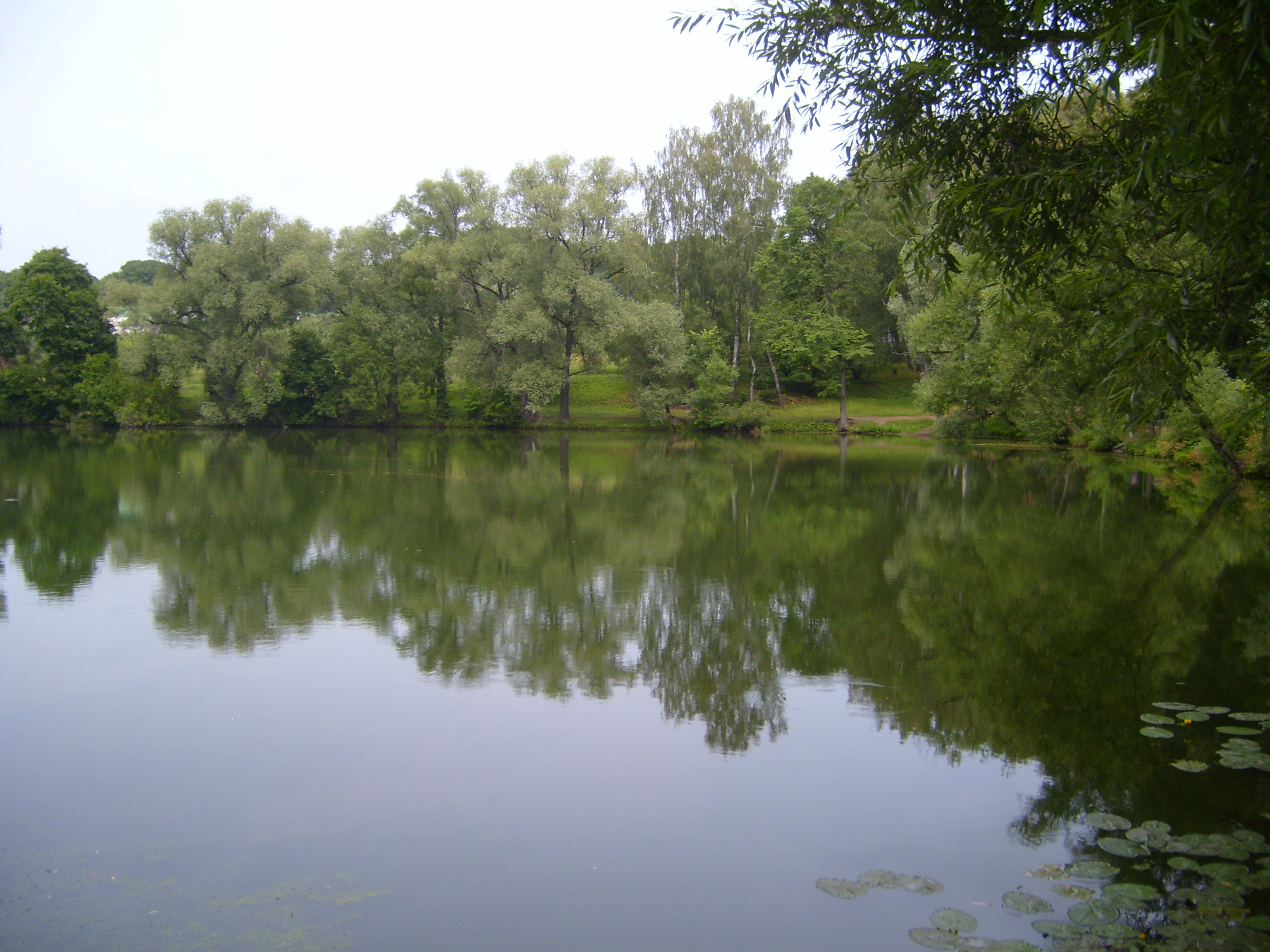
Grande lagoa onde Tolstói se banhava no verão e patinava no inverno.